# Коц, Самуил Борисович
Самуил Борисович Коц (30 августа 1930, Харбин — 16 марта 2010, Силвер-Спринг, Мэриленд) — американский учёный в области математической статистики и теории вероятностей.

## Биография
Родился в 1930 году в Харбине, куда его семья бежала из Уфы во время гражданской войны в 1919 году. Его дед Израиль-Михель Мовшевич Коц (1875—1958) был часовых дел мастером из Шавлей Ковенской губернии, откуда в 1883 году перебрался в Оренбург, потом в Уфу и позднее открыл собственную часовую марку «М. Коцъ» и «Уральский магазин» часовых и ювелирных изделий на углу Бекетовской и Большой Успенской улиц. В 1920 году он открыл часовой и ювелирный магазин «Женева» на углу Китайской и Ямской улиц в Харбине (где работал и отец будущего учёного Борис Израилевич Коц); после смерти жены Шейны Хоновны в 1958 году переехал к сыну в Гонконг. После окончания Льежского университета с дипломом инженера в 1925 году отец будущего учёного продолжил работать в харбинской часовой фирме М. Коца, мать Гута Кахана (выпускница химического отделения того же университета) происходила из варшавской раввинской династии.
До двенадцати лет учился в еврейской школе Харбина. После окончания русской средней школы в Харбине в 1945 году на протяжении года учился в английском колледже, затем поступил в русскоязычный Харбинский институт технологии, который окончил с дипломом инженера-электрика в 1949 году, и в том же году эмигрировал в Израиль. Самостоятельно изучал учебники Фихтенгольца, Куроша, Маркушевича, Бронштейна и Семендяева на русском языке. После службы в армии (1949—1951) поступил и в 1956 году окончил математический факультет Еврейского университета в Иерусалиме, после чего два года работал в метеорологической службе Израиля. Первая научная публикация (с Ицхаком Кацнельсоном) вышла в 1957 году.
С 1958 года — в докторантуре в Корнеллском университете, где в 1960 году защитил диссертацию доктора философии по математике под руководством Джейкоба Вольфовица. В 1960—1962 годах работал в Университете имени Бар-Илана, в 1962—1964 годах — ассистент математического отделения Университета Северной Каролины в Чапел-Хилле. С 1964 года — доцент и научный сотрудник математического отделения Торонтского университета, с 1967 года — профессор математического отделения Университета Темпл. С 1979 года — профессор колледжа бизнеса и менеджмента Мэрилендского университета в Колледж-Парке. С 1997 года и до конца жизни — профессор и научный сотрудник факультета инженерного менеджмента и системной инженерии Университета Джорджа Вашингтона, где сосредоточился на исследовании операций.
Основные научные труды в области систем распределений, многомерного анализа, теории замещения, контроля качества, теории информации, прикладной статистики.
Был сооснователем (с Норманом Л. Джонсоном) и главным редактором тринадцатитомной Энциклопедии статистических наук (John Wiley & Sons, 1982—1999). Автор «Компендиума статистических распределений» в 4-х томах (с Н. Л. Джонсоном, 1969—1972 и 1993—1997), двенадцати монографий по математической статистике, трёх русско-английских словарей научной терминологии и множества высокоцитируемых научных работ. Перевёл на английский язык монографии К. О. Джапаридзе «Оценка параметров и проверка гипотез в спектральном анализе» (1985), Н. Н. Красовского и А. И. Субботина Game-Theoretical Control Problems (1988).
Фелло Института математической статистики, Американской статистической ассоциации, Королевского статистического общества, избранный член Международного статистического института. Почётный доктор Харбинского политехнического института (1988), Афинского университета (1995) и Университета Боулинг Грин (1997). В 1998 году награждён медалью «за научные достижения на протяжении всей карьеры в области математических наук» в честь столетия Вашингтонской академии наук.

## Семья
- Старший брат отца — Моисей (Миня) Израилевич Коц (1899—1938), ассистент кафедры гигиены Хабаровского медицинского института, был арестован в 1937 году и расстрелян в 1938 году; его внук — журналист Игорь Коц[12], правнук — журналист Александр Коц[13].
- Жена — Рейзл Коц (урождённая Гринвальд).
  - Сын — Харольд Дэвид Коц (род. 1966), юрист, генерал-инспектор Комиссии по ценным бумагам и биржам (2007—2012)[14][15]. Дочери — Тамар Коц и Пнина Левинсон[16].

## Монографии
- Compendium on Statistical Distributions. In 4 volumes. Wiley, 1969—1972, 1993—1997.
- Encyclopedia of Statistical Sciences. In 13 volumes. Wiley, 1982—1999.
- Samuel Kotz. Russian-English Dictionary of Statistical Terms and Expressions and Russian Reader in Statistics. The University of North Carolina Press, 1964, 2011. — 134 pp.
- Samuel Kotz. Russian-English Dictionary and Reader in the Cybernetical Sciences. Academic Press, 1966. — 214 pp.
- Norman L. Johnson, Samuel Kotz. Continuous Univariate Distributions. Wiley, 1971, 1976, 1994, 2000. — 761 pp.
- Norman L. Johnson, Samuel Kotz. Continuous Univariate Distributions. Volume 2. Wiley, 1971, 1976, 1995. — 752 pp.
- Norman L. Johnson, Samuel Kotz. Univariate Discrete Distributions. Wiley, 1971, 1976, 1993, 1997. — 592 pp.
- Norman L. Johnson, Samuel Kotz. Distributions in Statistics: Continuous Multivariate Distributions. Wiley, 1972. — 333 pp.
- Samuel Kotz. Russian-English, English-Russian Glossary of Statistical Terms. International Statistical Institute, 1972. — 88 pp.
- Norman L. Johnson, Samuel Kotz. Urn Models and Their Application: An Approach to Modern Discrete Probability Theory. Wiley, 1977. — 416 pp.
- Janos Galambos, Samuel Kotz. Characterizations of Probability Distributions: A Unified Approach with an Emphasis on Exponential and Related Models. Springer, 1978. — 170 pp.
- Samuel Kotz. Educated Guessing: How to Cope in an Uncertain World. Marcel Dekker, 1983. — 224 pp.
- Norman L. Johnson, Samuel Kotz, Xi-Zhi Wu. Inspection Errors for Attributes in Quality Control. Chapman and Hall, 1991. — 216 pp.
- Samuel Kotz, Norman L. Johnson. Process Capability Indices. Chapman and Hall, 1993. — 224 pp.
- Samuel Kotz, Saralees Nadarajah. Extreme Value Distributions: Theory and Applications. Wiley, 2000. — 185 pp.
- Samuel Kotz, Tomasz Kozubowski, Krzystof Podgorski. The Laplace Distribution and Generalizations: A Revisit with Applications to Communications, Economics, Engineering, and Finance. Birkhäuser, 2001. — 349 pp.
- Samuel Kotz, Yan Lumelskii, Marianna Pensky. Stress-Strength Model and Its Generalizations: The Theory and Applications. Singapore — River Edge: World Scientific Publishing Company — Imperial College Press, 2003. — 272 pp[17].
- Christian Kleiber, Samuel Kotz. Statistical Size Distributions in Economics and Actuarial Sciences. Wiley, 2003. — 352 pp.
- Samuel Kotz, Saralees Nadarajah. Multivariate T-Distributions and Their Applications. Cambridge University Press, 2004. — 284 pp.
- Samuel Kotz, Johan Rene van Dorp. Beyond Beta: Other Continuous Families Of Distributions With Bounded Support And Applications. World Scientific Publishing, 2004. — 308 pp.
- Samuel Kotz, Wen-Lea Pearn. Encyclopedia And Handbook of Process Capability Indices: A Comprehensive Exposition of Quality Control Measures. World Scientific Publishing Company, 2006. — 392 pp.